# Federica Pellegrini
Federica Pellegrini (Mirano, 1988. augusztus 5. –) olimpiai, világ- és Európa-bajnok olasz úszónő. A 200 méteres gyorsúszás világcsúcstartója és a 400 méteres gyorsúszás Európa-csúcstartója.

## Sportpályafutása
Pellegrini hazai versenyen 1995-ben, világversenyen először a 2003-as úszó-világbajnokságon állt rajthoz, akkor még komolyabb eredmény nélkül. Egy évvel később az athéni olimpián azonban megszerezte első érmét, ezüstöt nyert a 200 méteres gyorsúszásban.
A 2007-es világbajnokságon már az elődöntő során világcsúcsot úszott, Franziska van Almsick rekordját mintegy két tizeddel megdöntve. Az 1:56,47-es világcsúcs nem volt hosszú életű, másnap a döntőben ugyanis a francia Laure Manaudou még ennél is gyorsabb volt. Mivel Pellegrininek nem sikerült a döntőben megismételnie előző napi teljesítményét, csak a bronzérem jutott neki.
Második aranyérmét 2008. március 24-én világcsúccsal nyerte Eindhovenben az Európa-bajnokságon, 4:01,53-as időeredménnyel. Így Pekingbe az olimpiára már fő esélyesként érkezett, és a várakozásoknak megfelelően 2008. augusztus 13-án megszerezte élete első olimpiai bajnoki címét, miután a 200 méteres gyorsúszás döntőjét világcsúccsal megnyerte.
Aranyérmet nyert a 2009-es római világbajnokság 400 méteres gyorsúszó számában, a döntőben elért 3:59,15-es eredménye a világ első 4 percen belüli ideje. Ugyanott 1:51,98-as világrekorddal a 200 méteres gyorsúszásban is aranyérmet szerzett. Ez eddigi legjobb időeredménye.
A budapesti rendezésű 2010-es úszó-Európa-bajnokságon 800 méteres gyorsúszásban nyert bronzérmet, 200 méteren viszont aranyérmet szerzett.
Aranyérmet szerzett, így megvédte címét a 2011-es sanghaji világbajnokság 400 méteres gyorsúszó számában.
A 2016-os riói olimpián nem ért el dobogós helyezést.
A 2017-es úszó-világbajnokságon, Budapesten 1:54,73-mal a 200 méteres gyorsúszás világbajnoka lett.
2019-ben, a skóciai Glasgow-ban rendezett rövid pályás úszó-Európa-bajnokságon ezüstérmes lett 200 méter gyorson, és ugyancsak ezüstérmes lett a 4 × 50 méteres vegyes váltóval is – bár csak a selejtezőben állt rajthoz –, 100 méter gyorson pedig 6. lett.
2021 november végén befejezte sportolói pályafutását.

## Rekordjai
| Világcsúcsok (4)       | Világcsúcsok (4) | Világcsúcsok (4)    | Világcsúcsok (4) |
| ---------------------- | ---------------- | ------------------- | ---------------- |
| 400 méteres gyorsúszás | 4:01,53          | 2008. március 24.   | Eindhoven        |
| 200 méteres gyorsúszás | 1:54,82          | 2008. augusztus 13. | Peking           |
| 400 méteres gyorsúszás | 3:59,15          | 2009. július 26.    | Róma             |
| 200 méteres gyorsúszás | 1:52,98          | 2009. július 29.    | Róma             |